# 潁上之戰
前575年4月，鄭國子罕伐宋國，於勺陵之戰得勝因為晉國的要求，衛國首先出兵討伐鄭國，兵至鳴鴈。同年5月，晉厲公出兵討伐鄭國，楚共王出兵營救，兩軍相遇於鄢陵（今河南省鄢陵西北）。晉國大勝，楚共王傷目，楚軍大敗逃遁，是為鄢陵之戰。
7月，魯成公會合宋國、齊國、衛國、邾國及尹武公討伐鄭國。子叔聲伯派叔孫豹請求晉軍前去迎接魯軍，又在鄭國在鄭國郊外為晉軍準備飯食，4日沒有進食而等着他們，直到晉國的使者食飯後才食。
諸侯聯軍遷至制田，荀罃佐下軍，但是沒有打入鄭國，以諸侯之聯軍入侵陳國，大軍殺至鳴鹿，遂入侵蔡國未返，諸侯聯軍遷至潁上，宋、齊及衛三國軍隊於歸途中被子罕擊敗。